# 圣胡安河 (尼加拉瓜)
圣胡安河（西班牙語：Río San Juan）位于中美洲尼加拉瓜和哥斯达黎加边境，发源于尼加拉瓜湖，自西向东，最后注入加勒比海，全长为192公里。